# Dòng thời gian của lịch sử LGBT ở Việt Nam
Đây là dòng thời gian các sự kiện chính trong lịch sử của người đồng tính nữ, đồng tính nam, song tính và chuyển giới (LGBT) ở Việt Nam. Trong bài cũng đề cập đến người liên giới tính do có sự liên quan về lịch sử và pháp lí của LGBT và người liên giới tính (LGBTI).

## Trước thế kỷ 20
- Tự định danh là đồng tính hay hành vi đồng tính chưa từng bất hợp pháp trong lịch sử Việt Nam.[1][2][3]
- Đảo trang cũng thường thấy trong văn hóa Việt Nam. Đàn ông ăn mặc và cư xử như phụ nữ là điều cấm kỵ và gây chú ý hơn là ngược lại. Ở nông thôn, nam giới ăn mặc như phụ nữ thường được biết đến là thầy phù thủy[4] và được gọi là "đồng cô" ở miền Bắc và "bóng cái" ở miền Nam. Do không rõ ràng về tính dục, họ được xem là có khả năng giao tiếp với những thế lực tâm linh.[5]
- 1351
  - Có ghi chép về một người con gái ở Nghệ An biến thành con trai vào mùa thu năm 1351 trong Đại Việt sử ký toàn thư.[6]
- 1428–1789
  - Trong Quốc triều hình luật của Nhà Hậu Lê, dân đinh tự thiến mình bị xử lưu đày, cũng như phạt người thiến hộ, chứa chấp hoặc không tố cáo; người tố cáo thì được thưởng.[7]
- 1541–1560
  - Có ghi chép về quan hệ đồng tính giữa hai phụ nữ trong Hồng Đức thiện chính thư, một văn bản luật thời Hậu Lê.[8]
- 1763/1764–1832
  - Nhà quân sự Lê Văn Duyệt, theo Việt sử giai thoại của nhà sử học Nguyễn Khắc Thuần, sinh ra là người liên giới tính và không phải chịu hoạn khi làm quan.[9] Theo Đại Nam chính biên liệt truyện, ông sinh ra không có tinh hoàn.[10]
- 1898
  - Trong từ điển Dictionnaire Annamite-Française (Đại Việt quốc âm Hán tự Pháp thích tập thành) của J. F. M. Génibrel, từ "nam sắc" chỉ quan hệ nam–nam,[11] "đồng tính (tánh)" chỉ những người cùng họ.[12]

## Thế kỷ 20
- 1916–1925
  - Vua Khải Định, theo Chuyện các bà trong cung Nguyễn của nhà nghiên cứu Nguyễn Đắc Xuân, mang tiếng "bất lực", "không gần gũi đàn bà" và "ông đã nuôi Nguyễn Đắc Vọng làm thị vệ. Ban đêm ông ôm Vọng mà ngủ".[13]
- 1928
  - Trên tờ Tiếng Dân, khi viết về mối quan hệ yêu đương giữa các nam sinh trung học, nhà báo Nguyễn Vỹ dùng thuật ngữ "thủ xú".[14][15]
- 1930
  - Trên tờ Phụ nữ tân văn, khi viết về đồng tính nữ, tác giả Phan Khôi (dưới bút danh Chương Dân) dùng thuật ngữ "tục bạn gái luyến-ái nhau".[16]
- 1932
  - Thuật ngữ "đồng tính luyến ái" xuất hiện trong Hán - Việt từ điển của Đào Duy Anh với nghĩa "con trai yêu con trai, con gái yêu con gái", trong khi đó "đồng tính" được định nghĩa là "tính-loại giống nhau, như con trai với con trai, con gái với con gái".[17]
- 1955–1975
  - Đồng tính nữ có thể được tìm thấy ở mọi tầng lớp xã hội trong thời kì chiến tranh Việt Nam. Hôn nhân đồng tính nữ cũng không phải là hiếm ở Sài Gòn, rõ ràng là được chấp nhận bởi một xã hội coi những cặp như vậy là "bạn bè".[18]
  - Có 18 quán bar đồng tính nam ở Sài Gòn cuối thập niên 1960.[18]
  - Tuy hoạt động đồng tính bị phản đối và chỉ trích ở miền Nam, "những người đồng tính Việt Nam gặp nhau công khai và thường xuyên tại một nhà hàng sang trọng ở trung tâm Sài Gòn".[4]
  - Thuật ngữ "đồng tính luyến ái" được sử dụng rộng rãi hơn trong thập niên 1950–thập niên 1960 khi tâm lý học và tình dục học phương Tây được giới thiệu trong các hướng dẫn về giáo dục giới tính hay vệ sinh.[19]
- 1986
  - Không có nội dung nào trong Luật Hôn nhân và Gia đình 1986 đề cập đến hôn nhân hay sống chung giữa những người cùng giới.[20]
- 1988
  - Thuật ngữ "đồng tính" được định nghĩa là "chỉ có những ham muốn nhục dục, một cách trái tự nhiên, với những người cùng giới tính" trong Từ điển tiếng Việt của Viện Ngôn ngữ học, do Hoàng Phê chủ biên.[21] Trong bản tái bản năm 2003 của từ điển này, thuật ngữ "đồng tính" được định nghĩa là "cùng giới tính", còn thuật ngữ "đồng tính luyến ái" được định nghĩa là "có quan hệ yêu đương, ham muốn tình dục với người cùng giới tính."[22]
- 1992
  - Trong các sách không hư cấu, sách sớm nhất đề cập đến đồng tính được ghi nhận là phát hành vào năm 1992.[23]
- 1995
  - Bộ luật Dân sự 1995 chưa có quy định nào về xác định lại giới tính, chuyển giới hay phẫu thuật chuyển giới.[24]
- 1997
  - Đám cưới đồng tính công khai đầu tiên của Việt Nam diễn ra tại TP. HCM. Hai nam giới tổ chức tiệc ăn mừng tại một nhà hàng địa phương với hơn một trăm khách, được cho là bị dư luận không ủng hộ. Cảnh sát được ghi nhận là đã nói rằng không có luật nào cho phép họ phạt cặp đôi này.[25][26]
  - Trong các văn bản tin tức ở Việt Nam, bài viết đầu tiên dùng từ gay được ghi nhận là xuất bản năm 1997, của nhà báo Cù Mai Công trên báo Tuổi Trẻ.[27][28]
- 1998
  - Tháng 3 năm 1998, hai người phụ nữ làm đám cưới đồng tính nữ công khai đầu tiên được biết đến ở Việt Nam tại Vĩnh Long. Hàng trăm người, bao gồm bạn bè, người thân trong gia đình và một số người hiếu kỳ đã tham dự buổi lễ. Chính quyền địa phương không biết phải phản ứng thế nào về cuộc hôn nhân này.[25]
  - Hai tháng sau, các quan chức chính phủ đã phá vỡ cuộc hôn nhân trên và hai người phụ nữ phải kí cam kết không sống cùng nhau.[25]
  - Quốc hội thông qua đạo luật cấm hôn nhân đồng tính vào tháng 6 năm 1998.[29]
- 2000
  - Luật Hôn nhân và Gia đình 2000, có hiệu lực từ ngày 1 tháng 1 năm 2001 đến 31 tháng 12 năm 2014, cấm kết hôn cùng giới tính.[30]
  - Một thế giới không có đàn bà, được cho là tiểu thuyết đầu tiên ở Việt Nam viết về người đồng tính, ra mắt năm 2000 và trở thành một hiện tượng văn học. Tác giả Bùi Anh Tấn được coi là nhà văn đầu tiên viết về đề tài đồng tính ở Việt Nam.[31][32][33]
  - Cindy Thái Tài được xem là người đầu tiên ở Việt Nam công khai chuyển đổi giới tính.[34][35]

## Thế kỷ 21

### Thập niên 2000
- 2001
  - Trong Nghị định 87/2001/NĐ-CP, có hiệu lực từ ngày 6 tháng 12 năm 2001 đến 10 tháng 11 năm 2013, kết hôn giữa những người cùng giới tính được xếp là vi phạm quy định về cấm kết hôn và bị phạt tiền từ 100.000 đồng đến 500.000 đồng.[36]
  - Sách đầu tiên dùng cụm từ "đồng tính nữ, đồng tính nam, song tính, chuyển giới" được ghi nhận là xuất bản vào năm 2001.[28]
- 2002
  - Bộ Lao động, Thương binh và Xã hội liệt kê đồng tính luyến ái trong các "tệ nạn xã hội" cần phải bài trừ như mại dâm và ma túy, nhưng Chính phủ chưa có chính sách nào về quan hệ đồng tính.[37]
- 2004
  - Những cô gái chân dài, phim được cho là đầu tiên của Việt Nam đề cập đến đề tài đồng tính được phát hành.[38]
- 2005
  - Trong Bộ luật Dân sự 2005, có hiệu lực từ 1 tháng 1 năm 2006 đến 31 tháng 12 năm 2016, lần đầu tiên cá nhân có quyền được xác định lại giới tính, trong trường hợp giới tính của người đó bị khuyết tật bẩm sinh hoặc chưa định hình chính xác mà cần có sự can thiệp của y học nhằm xác định rõ về giới tính. Ngoài hai trường hợp này, cá nhân không có quyền yêu cầu xác định lại giới tính.[39]

- 2006

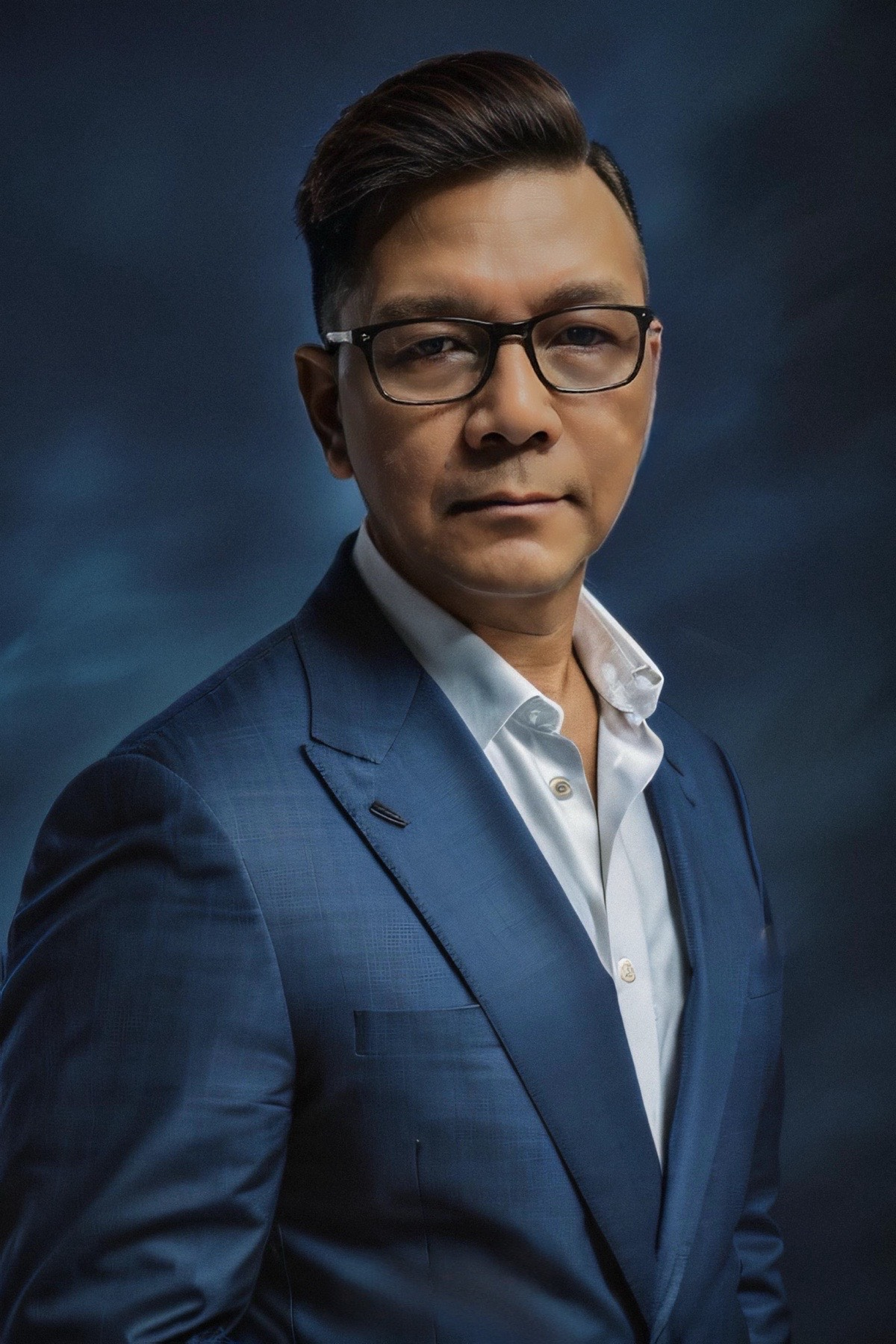
Thái Thịnh (2024)

  - Thái Thịnh được xem là nhạc sĩ đầu tiên ở Việt Nam công khai là người đồng tính trên báo.[40]
  - Đinh Công Khanh và Nguyễn Thái Nguyên được coi là cặp đôi đồng tính người Việt Nam đầu tiên kết hôn ở nước ngoài.[41] Đám cưới của họ được coi là đã tạo được ảnh hưởng lớn trong cộng đồng ở Việt Nam thời điểm bấy giờ.[42]
- 2007
  - Viện nghiên cứu Xã hội, Kinh tế và Môi trường (iSEE), tổ chức hoạt động vì quyền của các nhóm thiểu số – trong đó có LGBT, được thành lập.[43]
- 2008
  - Căn cứ vào Bộ luật Dân sự năm 2005, Chính phủ Việt Nam ban hành Nghị định 88/2008/NĐ-CP quy định việc xác định lại giới tính đối với người có khuyết tật bẩm sinh về giới tính hoặc giới tính chưa được định hình chính xác. Việc chuyển đổi giới tính đối với những người đã hoàn thiện về giới tính bị cấm. Việc phân biệt đối xử đối với người đã xác định lại giới tính bị cấm.[44]
  - Bóng được cho là cuốn tự truyện đầu tiên của một người đồng tính ở Việt Nam được xuất bản.[45]
  - Nhóm Kết nối và Chia sẻ Thông tin (ICS) được thành lập nhằm vận động quyền của người LGBT.[46]
- 2009
  - Chơi vơi, bộ phim được xem là đầu tiên về đề tài đồng tính nữ ở Việt Nam, được phát hành.[47][48]
  - Phạm Lê Quỳnh Trâm là người thực hiện phẫu thuật chuyển giới đầu tiên được chính quyền Việt Nam công nhận là phụ nữ vào tháng 11 năm 2009. Cô sinh ra là người liên giới tính.[49] Sau đó, quyết định xác định lại giới tính của cô bị thu hồi vào tháng 1 năm 2013.[50]

### Thập niên 2010
- 2011
  - Hội phụ huynh và người thân của LGBT Việt Nam (PFLAG Vietnam) được thành lập.[51]
  - Cuộc hội thảo đầu tiên tại Việt Nam về quyền của người đồng tính được tổ chức, có tên "Thúc đẩy và bảo vệ Quyền của cộng đồng LGBT".[52]
  - Trung tâm ICS được thành lập trên cơ sở nhóm ICS, với mục tiêu liên kết và xây dựng cộng đồng LGBTI+ sống tích cực, vận động và bảo vệ quyền của cộng đồng LGBTI+.[53]

- 2012

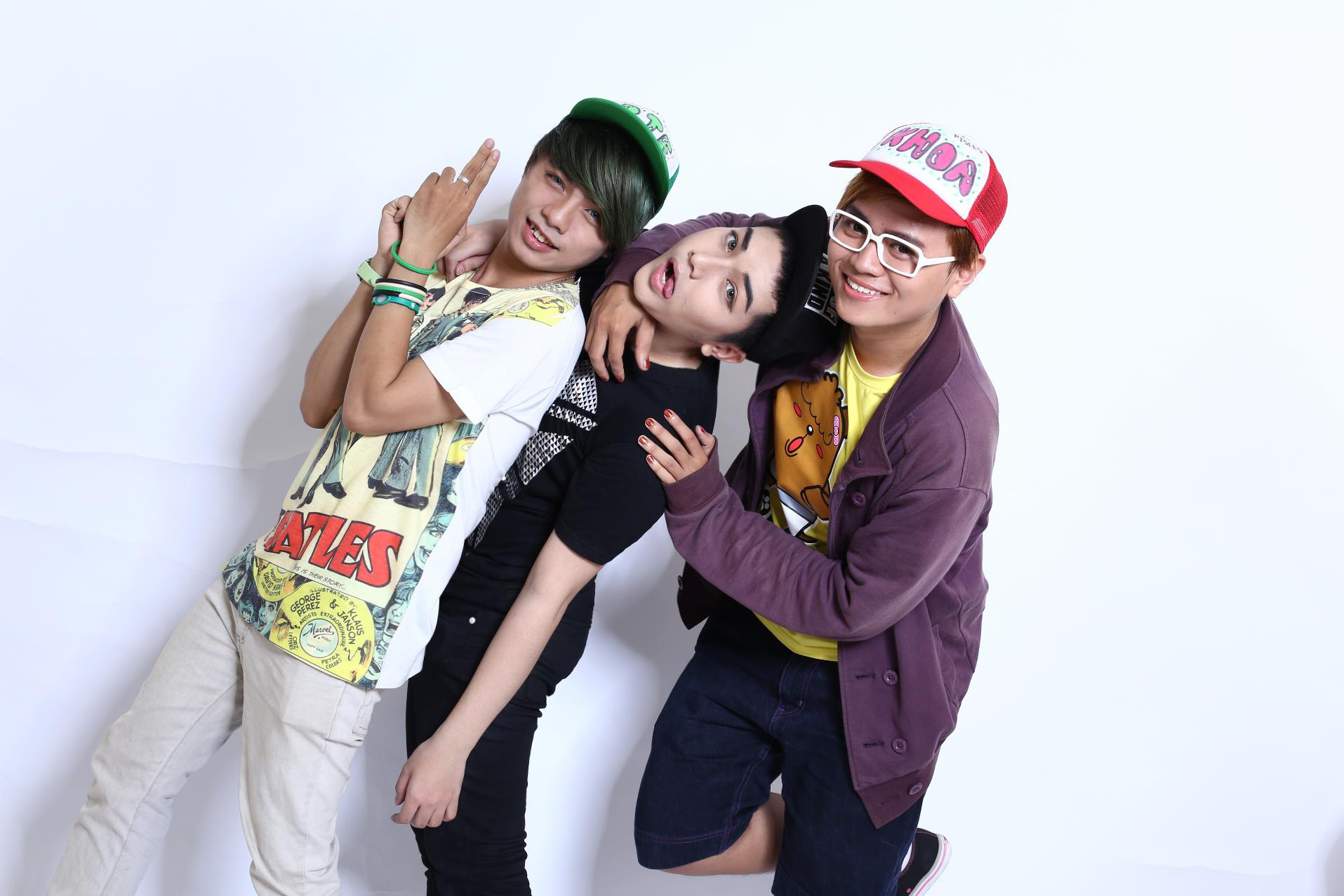
Các diễn viên trong một hình quảng bá cho My Best Gay Friends, bộ hài kịch tình huống đồng tính đầu tiên ở Việt Nam

  - Một cặp đồng tính nữ ở Đầm Dơi, Cà Mau tổ chức đám cưới vào tháng 2 và một cặp đồng tính nam ở Hà Tiên, Kiên Giang tổ chức đám cưới vào tháng 5. Cả hai đám cưới đều bị chính quyền địa phương cản trở, điều này dẫn đến nhiều tranh luận.[54][55]
  - My Best Gay Friends, bộ hài kịch tình huống đồng tính đầu tiên ở Việt Nam, được công chiếu. Bộ phim đã thu hút được nhiều lượt xem và tạo hiệu ứng trên Internet.[56]
  - Bộ Tư pháp ra công văn để thu thập ý kiến đánh giá hạn chế của Luật Hôn nhân và Gia đình 2000, trong đó có đề cập đến việc kết hôn và chung sống của những người cùng giới.[57]
  - Sự kiện Pride diễn ra đầu tiên ở Việt Nam tại Hà Nội vào ngày 3–5 tháng 8, nhằm xóa bỏ sự kỳ thị, phân biệt đối xử với cộng đồng LGBT ở Việt Nam.[58]
  - Nghiên cứu đầu tiên về người chuyển giới tại Việt Nam, "Khát vọng được là chính mình", được giới thiệu.[59]
  - Tình yêu đau dạ dày của Điệp Chi Linh, được cho là cuốn tiểu thuyết đam mỹ đầu tiên chính thức được xuất bản tại Việt Nam và được xem là hiện tượng xuất bản "đột xuất" năm 2012.[60]
- 2013
  - Một cuộc đối thoại về thách thức pháp luật và xã hội đối với cộng đồng LGBT ở Việt Nam được tổ chức lần đầu tiên.[61]
  - Bộ Tư pháp trình Chính phủ dự luật hủy bỏ việc cấm hôn nhân cùng giới từ Luật Hôn nhân và Gia đình và sẽ cho phép các cặp cùng giới chung sống với nhau.[62]
  - Tháng của cộng đồng LGBT diễn ra lần đầu tiên ở Việt Nam, một năm sau sự kiện Pride đầu tiên.[63][64]
  - Chính phủ ra Nghị định 110/2013/NĐ-CP hủy bỏ việc phạt hôn nhân cùng giới, chính thức có hiệu lực từ ngày 11 tháng 11 năm 2013, thay thế Nghị định 87/2001/NĐ-CP.[65]
  - Chiến dịch truyền thông xã hội Tôi đồng ý nhằm kêu gọi sự ủng hộ của người Việt Nam với hôn nhân cùng giới diễn ra lần đầu tiên.[66]

- 2014

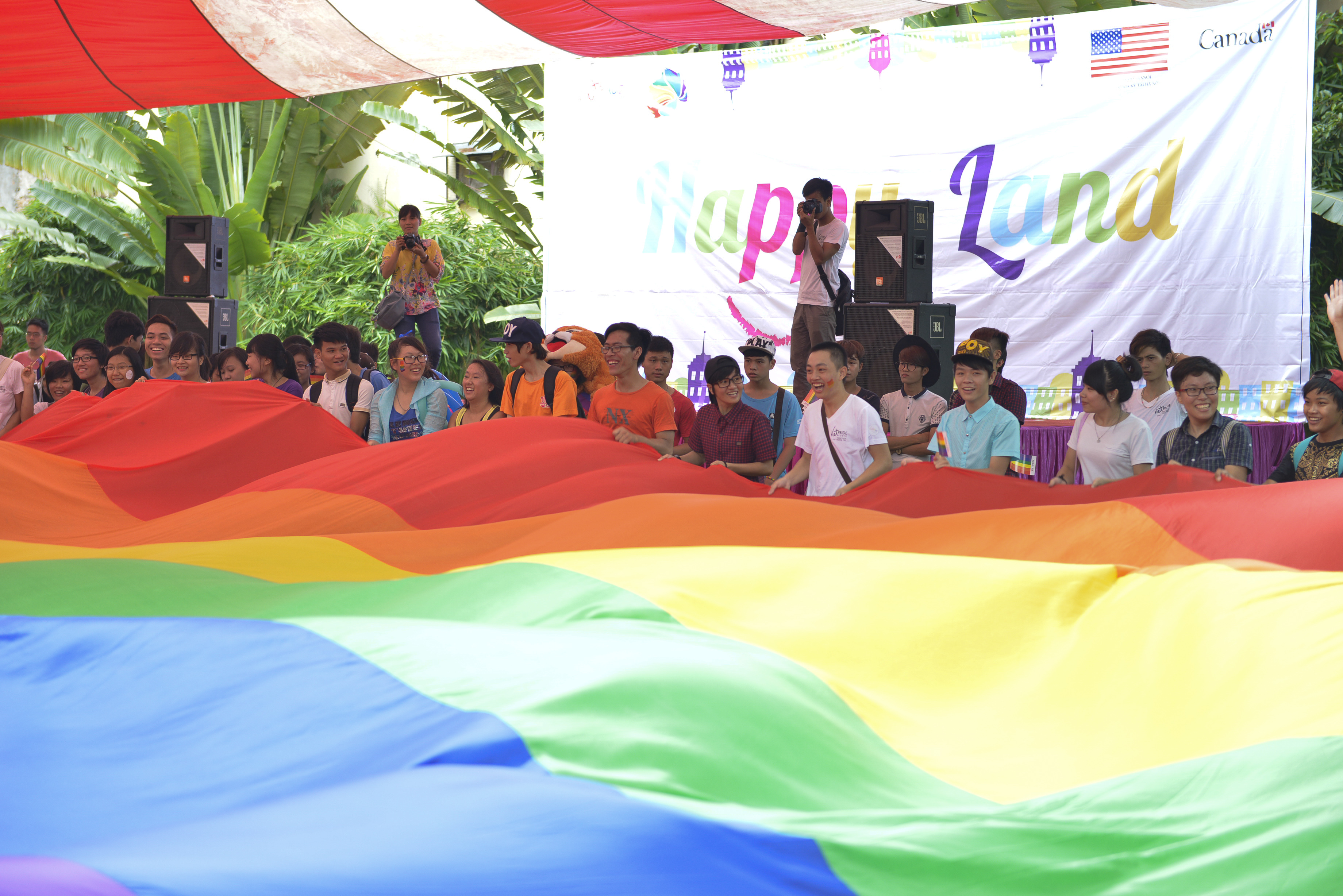
VietPride (2014)

  - Điều tra quốc gia đầu tiên về "Quan điểm xã hội với hôn nhân cùng giới" với 5.300 người tham gia được công bố kết quả. Trong đó, 33,7% ủng hộ và 52,9% phản đối việc hợp pháp hóa hôn nhân cùng giới, 41,2% ủng hộ và 46,7% không ủng hộ việc công nhận quyền sống chung như vợ chồng giữa những người cùng giới tính theo dạng "kết hợp dân sự" hoặc "đăng ký sống chung như vợ chồng".[67][68][69]
  - Luật Hôn nhân và Gia đình 2014 được ban hành, không "cấm kết hôn giữa những người cùng giới tính", có nội dung "không thừa nhận hôn nhân giữa những người cùng giới tính".[70]
  - Việt Nam cùng Hội đồng Nhân quyền Liên Hợp Quốc ra nghị quyết chống lại việc phân biệt đối xử và bạo lực đối với người LGBT.[71]
  - Lạc giới, bộ phim được coi là đầu tiên ở Việt Nam đề cập một cách trực diện vào đề tài song tính, được công chiếu.[72]
  - Trong Luật Hộ tịch 2014, có hiệu lực từ ngày 1 tháng 1 năm 2016, việc xác định lại giới tính được ghi vào Sổ Hộ tịch theo quyết định của cơ quan nhà nước có thẩm quyền.[73]
- 2015
  - Luật Hôn nhân và Gia đình 2014 chính thức có hiệu lực từ ngày 1 tháng 1 năm 2015.[74]
  - Luật Dân sự 2015 cho phép chuyển đổi giới tính và thay đổi hộ tịch, nhân thân phù hợp với giới tính đã được chuyển đổi.[75]
  - Trong Luật Thi hành tạm giữ, tạm giam 2015, có hiệu lực từ 1 tháng 7 năm 2016, phạm nhân đồng tính hay chuyển giới có thể được bố trí giam giữ ở buồng riêng.[76] Quy định này được coi là góp phần bảo đảm cho họ tránh khỏi sự kỳ thị của người khác khi bị tạm giam, tạm giữ.[77]
  - Miss Beauty 2015 là cuộc thi sắc đẹp dành cho người chuyển giới lần đầu tiên được tổ chức tại Việt Nam.[78] Bùi Đình Hoài Sa đăng quang cuộc thi và được cho là Hoa hậu chuyển giới đầu tiên ở Việt Nam.[79]
- 2016
  - Việt Nam bỏ phiếu "thuận" trong Nghị quyết 32/2 của Liên Hiệp Quốc, theo đó bổ nhiệm một Chuyên gia Độc lập với nhiệm vụ thúc đẩy giải quyết bạo lực và phân biệt đối xử dựa trên xu hướng tính dục và bản dạng giới.[80] Phái đoàn Việt Nam nói về lý do bỏ phiếu thuận là từ các thay đổi về chính sách trong nước và quốc tế liên quan đến quyền của người LGBT.[81]
- 2017
  - Bộ luật Dân sự 2015, trong đó hợp pháp hóa việc chuyển đổi giới tính, chính thức có hiệu lực từ ngày 1 tháng 1 năm 2017.[82]
  - Minh Khang (người chuyển giới nam) và Minh Anh (người chuyển giới nữ) là đôi vợ chồng hoán đổi giới tính công khai đầu tiên ở Việt Nam.[83][84]
- 2018
  - Người ấy là ai được coi là show giải trí trên truyền hình đầu tiên có sự tham gia chính thức của các nhân vật từ cộng đồng LGBT.[85]
  - Năm 2018 được ghi nhận là năm mà chủ đề LGBT nở rộ trong các game show, talk show trên truyền hình và mạng xã hội.[86]
- 2019
  - Bệnh viện Bình Dân (Thành phố Hồ Chí Minh) là bệnh viện công đầu tiên có phòng khám riêng cho cộng đồng LGBT.[87]
  - Trong Cơ chế rà soát định kỳ phổ quát tại Việt Nam lần thứ ba, Iceland, Hà Lan và Canada đề xuất Việt Nam hợp pháp hóa hôn nhân cùng giới.[88] Chính phủ Việt Nam "đã lưu ý" (từ chối) các đề xuất trên.[89]
  - Trong Luật Thi hành án hình sự 2019, có hiệu lực từ 1 tháng 1 năm 2020, phạm nhân là người đồng tính, người chuyển đổi giới tính, người chưa xác định rõ giới tính có thể được giam giữ riêng.[90] Điều này được cho là quy định tiến bộ hướng tới việc thừa nhận và bảo vệ họ khỏi bạo lực và xâm hại.[91]
  - Năm 2019 được ghi nhận là năm có sự nở rộ của các video âm nhạc với đề tài đồng tính, được xem là công thức thành công của nhiều ca sĩ trong năm này.[92]

### Thập niên 2020
- 2020
  - Minh Khang là người chuyển giới nam công khai đầu tiên ở Việt Nam sinh con.[83]
- 2021
  - Lương Thế Huy là người LGBT công khai đầu tiên, người đồng tính công khai đầu tiên tự ứng cử đại biểu Quốc hội.[93][94]
- 2022
  - Bộ Y tế gửi Thủ tướng Chính phủ Tờ trình đề nghị xây dựng Luật Chuyển đổi giới tính kèm hồ sơ đề nghị dự án Luật. Sau đó, Hồ sơ đề nghị xây dựng Luật được lấy ý kiến thành viên Chính phủ và báo cáo tại Phiên họp thường trực Chính phủ.[95]
  - Đỗ Nhật Hà là người chuyển giới đầu tiên trở thành thí sinh chính thức của cuộc thi Hoa hậu Hoàn vũ Việt Nam.[96]
  - Bộ Y tế ban hành Công văn 4132/BYT-PC về việc chấn chỉnh công tác khám bệnh, chữa bệnh đối với người đồng tính, song tính và chuyển giới, trong đó khuyến cáo không coi đồng tính, song tính, chuyển giới là một bệnh; không can thiệp, ép buộc điều trị đối với các đối tượng này, nếu có chỉ là hỗ trợ về tâm lý và do người có hiểu biết về bản dạng giới thực hiện.[97]

Quan điểm công chúng về hôn nhân cùng giới ở Việt Nam (2023) theo Pew Research Center
- 2023
  - Tại phiên họp của Ủy ban Thường vụ Quốc hội ngày 12 tháng 5 năm 2023, 100% Ủy viên tham gia họp thống nhất trình Quốc hội việc đưa dự án Luật Chuyển đổi giới tính vào Chương trình xây dựng luật, pháp lệnh năm 2024.[98]
  - Tại kỳ họp thứ 5 của Quốc hội khóa XV, đa số đại biểu Quốc hội đồng thuận với sự cần thiết ban hành Luật Chuyển đổi giới tính.[99]
  - Mộng Hồ Điệp là bộ phim tình cảm nam-nam Thái Lan đầu tiên được lên sóng truyền hình ở Việt Nam.[100]
  - Một khảo sát của Trung tâm Nghiên cứu Pew, qua phỏng vấn mặt-đối-mặt ở Việt Nam, cho thấy 65% người tham gia ủng hộ và 30% phản đối hôn nhân cùng giới.[101] Số người tham gia khảo sát là 2.255 người từ 225 đơn vị lấy mẫu (không cố định đơn vị lấy mẫu) là các xã phường, được thiết kế chọn mẫu đa tầng, xác suất ứng với vùng địa lý, phân tầng theo vùng và mức độ đô thị hóa.[102]
- 2024
  - Trần Thị Thu là cầu thủ bóng đá nữ đầu tiên ở Việt Nam công khai tổ chức đám cưới với người cùng giới.[103]